# Wojcieszyn (województwo mazowieckie)
Wojcieszyn – wieś w Polsce położona w województwie mazowieckim, w powiecie warszawskim zachodnim, w gminie Stare Babice. Ma status sołectwa.
Wieś duchowna Wocieszino położona była w drugiej połowie XVI wieku w powiecie błońskim ziemi warszawskiej województwa mazowieckiego. W latach 1975–1998 miejscowość należała administracyjnie do województwa warszawskiego.
Przez wieś kursuje linia 719 i 729 łącząc wieś ze stolicą. Kursuje także linia podmiejska L-6.
Wieś graniczy z Kampinoskim Parkiem Narodowym.